# Homogenia lacteata
Homogenia lacteata är en tvåvingeart som först beskrevs av Townsend 1908.  Homogenia lacteata ingår i släktet Homogenia och familjen parasitflugor. Inga underarter finns listade i Catalogue of Life.